# Emmanuelle Mörch
Emmanuelle Mörch (* 4. Juli 1990 in Les Ulis) ist eine französische Rollstuhltennisspielerin.

## Karriere
Emmanuelle Mörch ist seit einem Snowboardunfall im Jahr 2008 querschnittgelähmt, darauf begann sie mit dem Rollstuhltennis und spielt seit 2012 auf der ITF-Tour. Sie konnte mehrere Turniere niedrigerer Kategorie im Einzel oder Doppel gewinnen, ihr bevorzugter Belag ist Sand.
Seit 2015 tritt sie regelmäßig beim World Team Cup für Frankreich an.
Emmanuelle Mörch hat seit 2021 viermal mit einer Wildcard an den French Open teilgenommen.
Sie war dreimal bei Paralympischen Spielen am Start. 2016 in Rio verlor sie in der ersten Runde gegen die Chinesin Huang Huimin. Bei den Spielen 2021 in Tokio erreichte sie durch einen Erstrundensieg gegen Ljudmila Bubnowa das Achtelfinale, dort unterlag sie Aniek van Koot in zwei Sätzen. Im Doppel traf sie erneut auf Bubnowa, an der Seite von Charlotte Fairbank konnte sie eine Satzführung gegen Bubnowa / Lwowa nicht nutzen und schied in der ersten Runde aus. Die Französinnen traten auch 2024 gemeinsam an, wieder reichte eine Satzführung – diesmal gegen Kgothatso Montjane und Mariska Venter – nicht aus. Die Südafrikanerinnen setzten sich im Match-Tie-Break durch und zogen in das Viertelfinale ein. In ihrem Auftakteinzel gegen Momoko Ohtani gelang Mörch kein einziger Spielgewinn, die Japanerin kam ungefährdet weiter.
Emmanuelle Mörch ist Ingenieurin, ihren Abschluss machte sie an der École Centrale Paris. Im 2018 erschienenen Film Liebe bringt alles ins Rollen (Originaltitel Tout le monde debout) spielt sie mit der Protagonistin Alexandra Lamy eine Partie Tennis.

## Leistungsbilanz bei den Grand-Slam-Turnieren

### Einzel
| Turnier         | 2021 | 2022 | 2023 | 2024 | Karriere |
| --------------- | ---- | ---- | ---- | ---- | -------- |
| Australian Open | –    | –    | –    | –    | —        |
| French Open     | VF   | 1    | 1    | 1    | VF       |
| Wimbledon       | –    | –    | –    | –    | —        |
| US Open         | –    | –    | –    |      | —        |

### Doppel
| Turnier         | 2021 | 2022 | 2023 | 2024 | Karriere |
| --------------- | ---- | ---- | ---- | ---- | -------- |
| Australian Open | –    | –    | –    | –    | —        |
| French Open     | HF   | HF   | HF   | VF   | HF       |
| Wimbledon       | –    | –    | –    | –    | —        |
| US Open         | –    | –    | –    |      | —        |

Zeichenerklärung: S = Turniersieg; F, HF, VF, AF = Einzug ins Finale / Halbfinale / Viertelfinale / Achtelfinale; 1, 2, 3 = Ausscheiden in der 1. / 2. / 3. Hauptrunde; nicht ausgetragen